# Alar Karis
 (août 2021).
Si vous disposez d'ouvrages ou d'articles de référence ou si vous connaissez des sites web de qualité traitant du thème abordé ici, merci de compléter l'article en donnant les références utiles à sa vérifiabilité et en les liant à la section « Notes et références ».
Alar Karis, né le 26 mars 1958 à Tartu, est un professeur d'université et un homme d'État estonien. Il est directeur du Musée national estonien de 2017 à 2021 et président de la République depuis le 11 octobre 2021.

## Biographie

### Jeunesse et formation
Alar Karis est diplômé de l'école secondaire n° 2 de Tartu, la deuxième ville d'Estonie, en 1976 et en 1981 de la faculté de médecine vétérinaire de l'université des sciences de la vie d'Estonie. Il a ensuite étudié dans plusieurs universités en Allemagne, au Royaume-Uni et aux Pays-Bas.

### Carrière universitaire

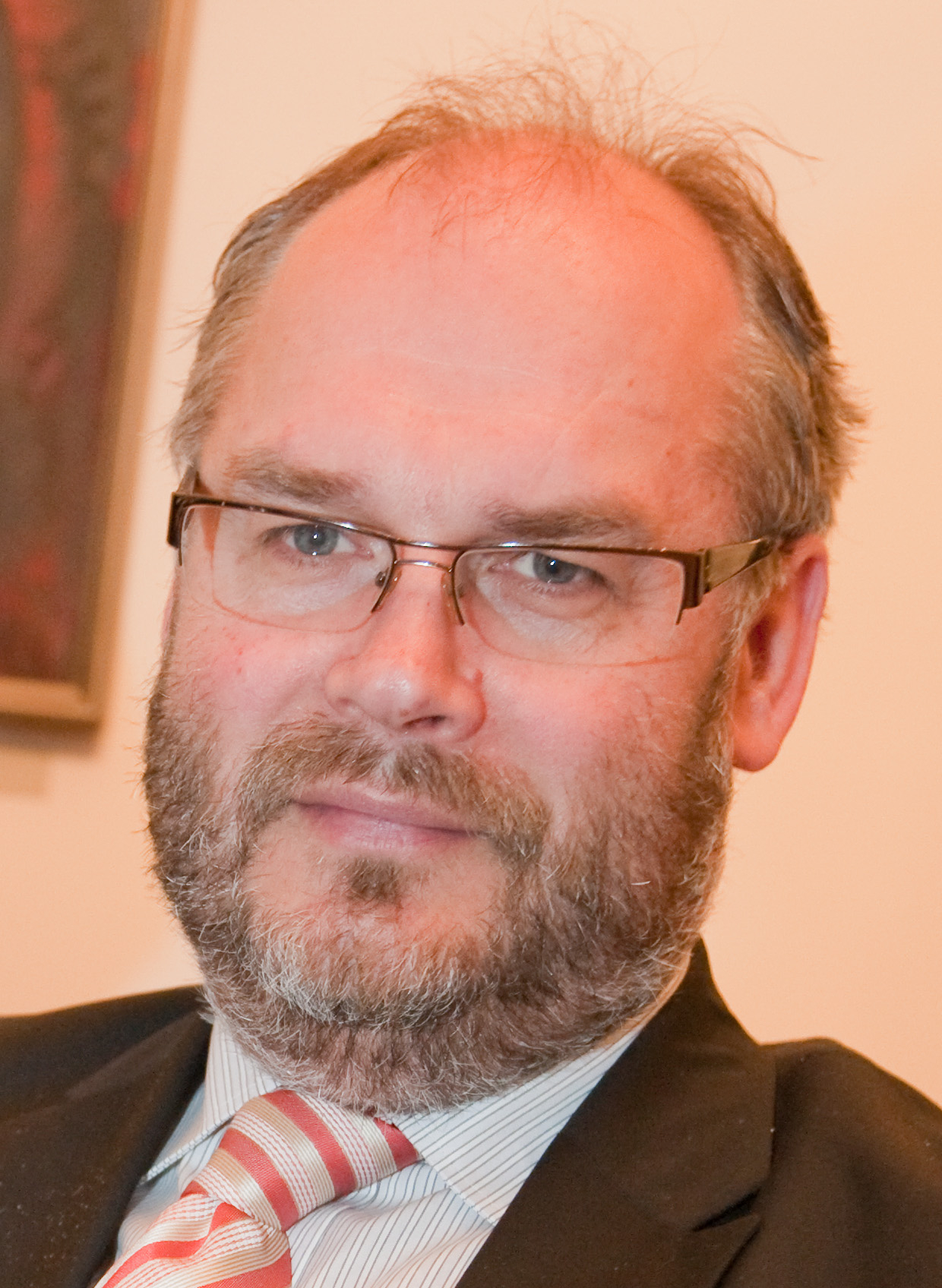
Alar Karis en 2008.

À partir de 1999, Alar Karis est professeur à l'université de Tartu. De 2003 à 2007, il est recteur de l'université des sciences de la vie.
Le 31 mai 2007, il est élu avec 198 voix recteur de l'université de Tartu en remplacement de Jaak Aaviksoo, devenu ministre de la Défense. Son mandat prend fin le 30 juin 2012.
En 2012, Alar Karis devait devenir rédacteur en chef de la revue scientifique à comité de lecture 1.1, mais la revue n'a pas commencé à publier.
Le 26 mars 2013, le Parlement le nomme auditeur général.
En octobre 2017, Karis est nommé directeur du Musée national estonien. Parallèlement, il est nommé consul honoraire du Chili à Tartu en 2020.
Le 6 février 2021, il est élu président du conseil de l'université des sciences de la vie d'Estonie.

### Élection présidentielle de 2021
Le 16 août 2021, le Parti de la réforme (ERE), le Parti du centre (KESK), le Parti social-démocrate (SDE) et Isamaa décident d'apporter à Alar Karis leur soutien pour être candidat à l'élection présidentielle du 30 août suivant. Au second tour d'un scrutin dont il est l'unique candidat, le 31 août, avec 72 voix (soit 4 de plus que le nombre requis) des parlementaires, il est élu président de la République pour un mandat de cinq ans.

### Président de la République

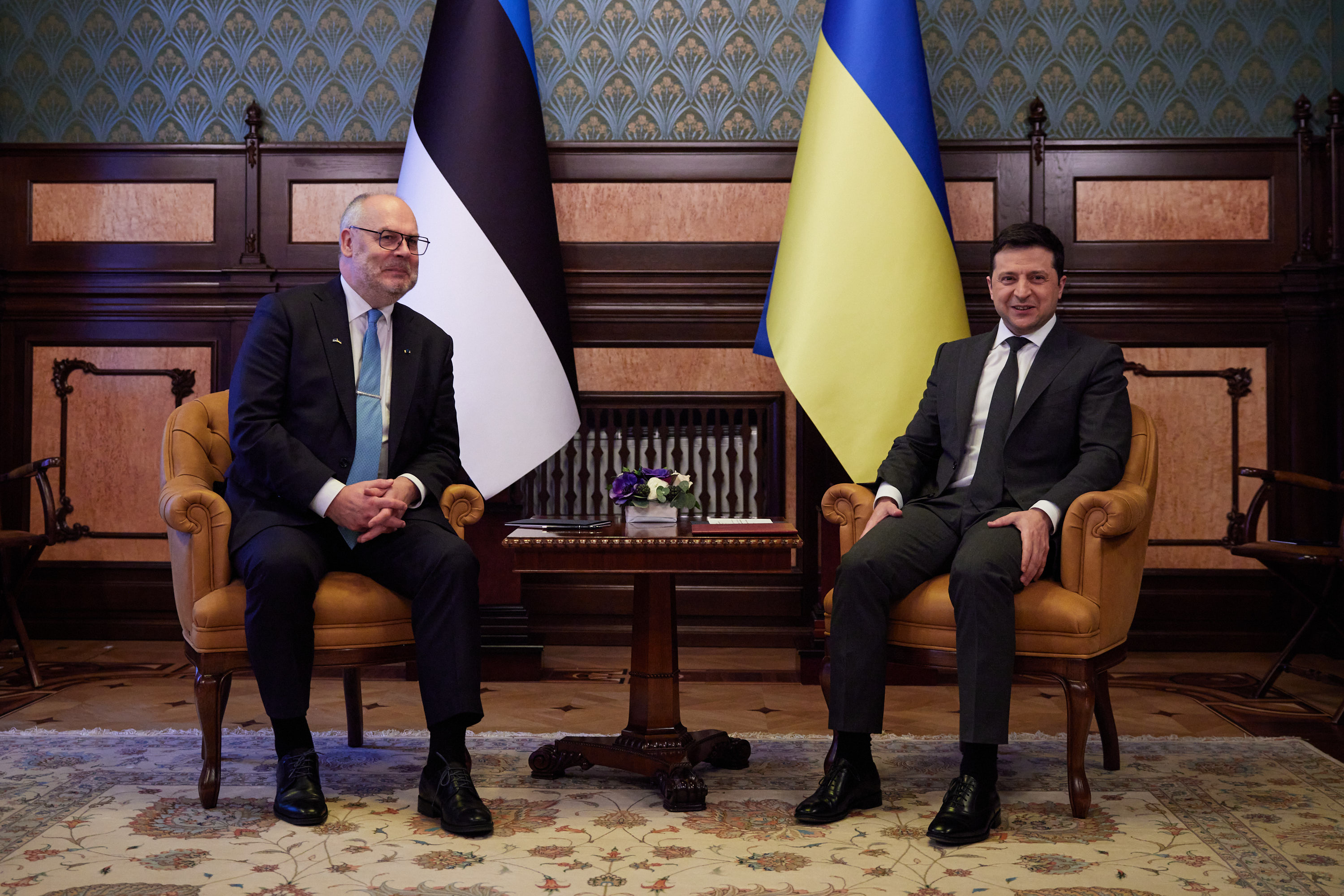
Alar Karis avec le président ukrainien Volodymyr Zelensky, le 22 février 2022, deux jours avant l'invasion russe de l'Ukraine.

Alar Karis est investi président de la république d'Estonie le 11 octobre 2021, succédant à Kersti Kaljulaid.
Dans le cadre de l'invasion de l'Ukraine par la Russie de 2022, il se rend à Kiev en avril pour soutenir le président ukrainien Volodymyr Zelensky.

## Décorations
- Ordre de l'Étoile blanche d'Estonie de 4e classe
- Chevalier de l'ordre royal de l'Étoile polaire
- Commandeur de l'ordre de Léopold II